# Chironomus gigas
Chironomus gigas är en tvåvingeart som beskrevs av Reiss 1974. Chironomus gigas ingår i släktet Chironomus och familjen fjädermyggor. Inga underarter finns listade i Catalogue of Life.